# ساختمان آفتابگردان

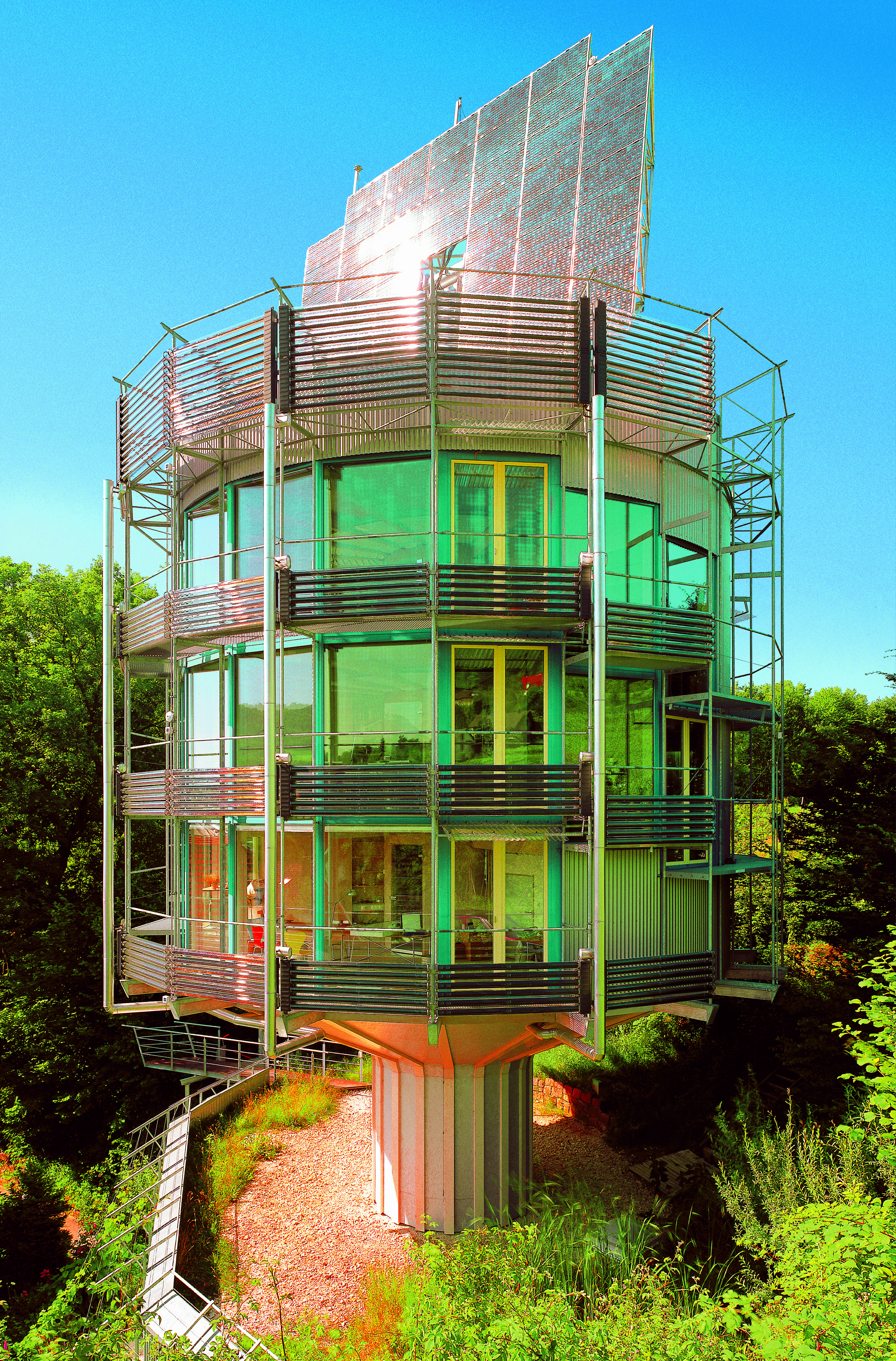
ساختمان آفتابگردان فرایبورگ

ساختمان آفتابگردان ساختمانی است که در فرایبورگ ساخته شده‌است و طراحی ساختمان سازگار با محیط زیست آفتابگردان به وسیلهٔ Rolf Disch در سال ۱۹۹۴در شهر فرایبورگ آلمان انجام شد، ساختار این بنا به گونه‌ای است که حرکت خورشید را دنبال می‌کند به صورتی که بیشترین گرما و نور را از خورشید را دریافت می‌کند و همچنین این بنا از مواد تجدیدپذیر ساخته شده‌است و مصرف آن از نظر آلودگی محیط زیست تقریباً صفر است و تولید گازهای گلخانه‌ای و co2 در آن بسیار پایین است.

## انرژی مثبت :PLUS ENERGY
PlusEnergy یا انرژی مثبت یک مفهوم جدید بود که توسط رولف ابداع شد، که نشان می‌دهد انرژی تولید شده بیش از انرژی مصرفی است. او با تکمیل محل اقامت خصوصی خود (گل آفتابگردان) در سال ۱۹۹۴ اولین خانه انرژی مثبت را به جهان معرفی کرد. منطق مطلق رولف باعث طراحی خانه‌ای شد که انرژی
تولیدی آن بیش از مصرف خودش بود. هدف بعدی او فضاهای مسکونی، تجاری و خرده فروشی بود. PlusEnergy یا انرژی مثبت یک مفهوم ساده است که در طراحی
فنی تحقق می‌یابد و یک ضرورت اساسی زیست‌محیطی است. رولف ادعا می‌کند که ساختمان غیرفعال کافی نیست، چرا که هنوز دی‌اکسید کربن به اتمسفر منتشر می‌کند. این بنا به طوری برنامه‌ریزی و زمانبندی شده‌است تا انرژی تابشی خورشید را تبدیل به انرژی جنبشی کرده و از این طریق با تعقیب حرکت خورشید انرژی بیشتری از آن دریافت کند. این خانه پس از دریافت انرژی مورد نیاز خود مازاد انرژی تولید شده را به شبکه برق سراسری انتقال می‌دهد.

## استفاده از آب و مدیریت زباله‌های طبیعی
به منظور استفاده کامل از تمام انرژیهای در دسترس، یک سیتم جمع‌آوری آب باران نیز در این خانه در نظر گرفته شده‌است همچنین یک مدار آّب خاکستری (برای شستشو) در ساختمان تعبیه شده‌است. در این ساختمان ازسیستم کمپوست‌کننده فاضلاب نیز استفاده می‌شود.

## راحتی سکونت
یکی از جاذبه‌های اصلی این خانه، جدا از نیازهای پایین انرژی آن، مشاهده چرخش آن است. این ساختمان با توجه به حرکت خورشید می‌چرخد و نمایش این چرخش دیدنی است. این ویژگی سبب شده‌است تا فضاهای داخلی خانه از نور و انرژی بیشتری بهره ببرند.
عرشه سقف شامل یک خورشید، عرشه تماشا و باغچه است. پانل‌های خورشیدی که در سقف قرار دارد علاوه بر تولید انرژی، محافظ آفتاب و باران در روی پشت بام است. همه طبقه‌ها از طریق پله مارپیچ که هسته مرکزی سازه بنا نیز می‌باشد به یکدیگر راه دارند که این خود باعث کاهش سطح راهروها شده‌است.